# رینگوی، منچستر
رینگوی (به انگلیسی: Ringway) یک روستا و محله مدنی در بریتانیا است که در Manchester واقع شده‌است. رینگوی ۱۰۳ نفر جمعیت دارد.